# Гребнепалые гекконы
Гребнепалые гекконы (лат. Crossobamon) — род ящериц из семейства гекконовых.

## Описание
Длина тела до 15 см, голова и туловище приплюснуты. Пальцы прямые, их концы не расширены, снизу покрыты одним продольным рядом пластинок, а по бокам оторочены бахромой из длинных конических чешуй. Мелкие многоугольные чешуи спины имеют посредине короткое продольное рёбрышко; между этими мелкими чушуями расположены более крупные округлые и ребристые. Хвостовая чешуя расположена более или менее правильными поперечными рядами.  Хвост неломкий, тонкий. Зрачок вертикальный с зазубренными краями.

## Классификация и распространение
Род включает 2 вида:
- Crossobamon eversmanni — гребнепалый геккон
- Crossobamon orientalis — восточный гребнепалый геккон

Первый вид распространён на юге Казахстана, в Узбекистане, Туркмении, на юге Таджикистана, северо-западе Афганистана и севере Ирана. Популяции этого вида в Пакистане иногда рассматриваются в качестве отдельных видов Crossobamon lumsdenii и Crossobamon maynardi.
Второй вид обитает в Пакистане (провинция Синд) и Индии (штат Раджастхан).